# Vesicularia borealis
Vesicularia borealis är en bladmossart som beskrevs av Hugh Neville Dixon 1933. Vesicularia borealis ingår i släktet Vesicularia och familjen Hypnaceae. Inga underarter finns listade i Catalogue of Life.